# Whippet
El Whippet o lebrel norteño inglés es una raza de perro de origen británico, esbelto y de porte elegante, de la familia de los lebreles. Son perros activos y juguetones, similares físicamente al galgo inglés, pero de tamaño mediano. Su popularidad ha llevado a usar el nombre Whippet en un gran número de cosas, desde automóviles a galletas.

## Historia
En su origen, esta raza era tratada como el galgo inglés de los pobres a pesar de que hoy día es una raza muy apreciada. A finales del siglo XVIII, las clases populares inglesas no se podían permitir el gasto que suponía la posesión de un "verdadero galgo", por lo que este sector inventó su propia versión más pequeña y asequible, dando lugar al Whippet. Debe tenerse en cuenta que el galgo inglés, descendiente directo del galgo español, era considerado un perro noble y que en ciertos momentos de la historia estuvo prohibido poseer uno si no se pertenecía a la nobleza.
Al ir desarrollando al Whippet, los criadores tenían como objetivo la creación de un perro que fuera como un galgo inglés pequeño y veloz, pero que debía tener mayor resistencia que el galgo italiano. Efectivamente, el Whippet necesitaba tener agilidad y elegancia, además de valor y tenacidad. Teniendo esto presente, varias razas se vieron implicadas en su creación. Se utilizó, claro está, al galgo inglés además del galgo italiano, pero también participaron Airedale, Bedlington, Mánchester, Yorkshire y English Terrier. Esa sangre de terrier se pudo apreciar en algunos de los perros de pelaje largo o áspero que se veían en los primeros años del desarrollo de esta raza.
La cría juiciosa acabó dando como resultado a un perro con la resistencia de un terrier de trabajo combinado con la velocidad y la simetría de los aristocráticos lebreles, ya que su cuerpo había sido refinado en cuanto a su armonía para que se pareciera al de los Greyhound. Había nacido el Whippet que conocemos y tanto queremos en la actualidad.
Durante sus primeros tiempos, el Whippet tuvo varios nombres, y uno de ellos era el de «Perro que trata de morder» (Snap Dog), que se cree que surgió porque cuando corrían por una pista o se encontraban con un perro desconocido, tenían tendencia a tratar de morderse entre sí. Otro apelativo que recibieron fue el de «Hitalians», lo que indicaba su origen a partir del Pequeño Lebrel Italiano.
Se dice que el nombre de «Whippet» pudo originarse a partir de la palabra «whip» (látigo en inglés), debido al carácter despabilado de la raza y a su velocidad. Dicho esto, había una raza llamada «wappit», a la que se hace alguna referencia durante las primeras décadas del siglo XIX. Puede que el Whippet actual tenga alguna relación con esa raza.

## Reconocimiento por parte del Kennel Club de Inglaterra
Los Whippet fueron clasificados como raza en un certamen canino celebrado en Darlington en 1876, pero la raza no fue reconocida por el Kennel Club de Inglaterra hasta 1890, inscribiéndose en el libro de orígenes genealógicos los cinco primeros Whippet al año siguiente. Éste fue, sin embargo, un número decepcionante, ya que indicaba que pocos propietarios estaban interesados en inscribir a sus perros porque consideraban que se trataba de una pérdida de tiempo y de dinero. En 1896 se concedió a la raza la posibilidad de obtener Certificados de Desafío (Challenge Certificates o CC) y esto dio lugar a que haya pasado a ser una de las más numerosas en las exposiciones caninas de belleza que se celebran en Gran Bretaña. El primer campeón de la raza en Gran Bretaña fue "Zuber", que obtuvo este prestigioso título en la Exposición Canina de Belleza del Kennel Club en octubre de 1896, después de haber obtenido sus primeros CC en Bath en 1894 y en Crystal Palace en 1895. Ch. Zuber fue un macho muy influyente, al igual que lo fue su hijo, Ch. Enterprise. La primera hembra que ganó el campeonato fue Ch. Manorley Model, en la Exposición Canina de Belleza del Kennel Club de 1897.

## Fundación del Whippet Club
En 1899 se fundó un Whippet Club de Gran Bretaña con la ayuda, en gran medida, de la duquesa de Newcastle, mujer muy interesada en el mundo de los perros. Fue conocida principalmente por sus Borzoi y sus Fox Terrier, aunque presentaba de vez en cuando a algún Whippet. Fue una gran defensora de esta raza.
Con la fundación de una asociación de la raza, las inscripciones en el libro de orígenes del Kennel Club aumentaron de forma significativa, pero, comprensiblemente, durante la Primera Guerra Mundial éstas disminuyeron de nuevo y no hubo inscripciones en 1918.
Hubo muchos criaderos importantes e influyentes en esos primeros tiempos, algunos de los cuales habían sido fundados incluso antes del siglo XX. A pesar de eso, y una vez más, muchos criaderos sufrieron un declive y otros desaparecieron debido a la Segunda Guerra Mundial. Había escasez de alimentos, lo que tuvo inevitablemente un drástico efecto sobre la cría y el cuidado de los perros de todas las razas. Unos pocos criadores consiguieron mantener sus líneas durante esos años, y las inscripciones volvieron a aumentar a medida que avanzaba la década de los cuarenta, con más de 700 nuevas inscripciones en 1947. En los años sesenta las inscripciones se dispararon, y esto no siempre es algo bueno para una raza, pero afortunadamente los entusiastas del Whippet son un grupo que muestra una gran dedicación. Durante la última década del siglo XX, las inscripciones permanecieron estables en Gran Bretaña, con 1.431 a 1.747 Whippet inscritos anualmente, siendo la segunda cifra indicativa de un pequeño pico en 1996, aunque estas cifras se redujeron después en una centena aproximadamente.
En 1999, el Whippet Club celebró su centenario, llevando a cabo una exposición que duró dos días. Tuvo un gran respaldo e incluyó todos los aspectos de esta raza, entre ellos el adiestramiento para la obediencia, la agilidad y las carreras persiguiendo una liebre mecánica. El perro, creado en sus orígenes por las manos de los mineros del norte de Inglaterra, ha sido descrito frecuentemente como «una obra de arte canina», y se trata de una raza de la que se debe estar realmente orgulloso.
En el siglo XIX, las carreras de perros fueron consideradas como «un deporte de la clase obrera». Debido a esto, los entusiastas de mayor poder adquisitivo no solían participar de su atmósfera desenfadada. Aunque la Ladies Kennel Association (una asociación canina con asociados exclusivamente femeninos) celebró una carrera de Whippet a la que honraron con su presencia el rey Eduardo y la reina Alejandra, no tuvo el éxito que se esperaba.
Los Whippet utilizados tanto en las carreras como en la caza de conejos debían poder virar ágilmente y ser hábiles con la cabeza y los dientes. También era esencial que fueran capaces de alcanzar una buena velocidad. Los destinados únicamente a las carreras en pista debían tener la potencia necesaria para iniciar la carrera rápidamente y, sin entorpecer a los demás participantes, debían correr con gran velocidad hasta el final de la pista.
Los perros solían pelearse en la pista y en algunas de ellas se dividían las calles con lonas o redes para evitar este problema. En otras pistas sólo se utilizaba una cuerda para separar las calles. En la mayoría de las carreras de campeonato se empleaba una balanza para medir el hándicap y se separaba a los perros en categorías de más de 10,5 kg, entre 8 y 10,5 kg, entre 5,5 y 8 kg y de menos de 5,5 kg. En 1888, White Eye, un perro negro con un ojo blanco, batió el récord para los perros de 9,5 kg, cubriendo 200 yardas (182 m) en 12 segundos. Las descripciones de estas primeras carreras eran muy detalladas e incluían curiosos detalles, como, por ejemplo, la zancada de un perro de 8 kg, que podía sobrepasar los 4,5 m.
Se empleaba mucho tiempo, trabajo y dinero para tener al Whippet en plena forma para las carreras, ya que se llevaban a cabo fuertes apuestas para que los esfuerzos valiesen la pena. Se consideró a Lancashire (al norte de Inglaterra) como el lugar de origen de las carreras de Whippet, y se creía que los perros de esa región eran mejores que los procedentes de cualquier otro lugar. Las pistas de ceniza eran más rápidas que las de hierba, y algunas pistas de Lancashire eran conocidas en todo el mundo.
En la línea de salida los perros eran sujetados por la cola y la piel de la nuca. Al oír el pistoletazo de salida, la persona que sujetaba al perro le lanzaba hacia delante, todo lo lejos que podía, rogando para que no tropezara. Un buen «lanzador» suponía una gran ventaja para el perro. Los espectadores gritaban y chillaban, mientras que en el otro extremo de la pista los propietarios llamaban a sus perros agitando algún objeto que el perro debía alcanzar. Ese objeto solía consistir en un trozo de tela o en una toalla, pero a veces se trataba de un conejo muerto o incluso de una paloma.

## Primeros adiestramientos para carreras
Para adiestrar a los Whippet jóvenes, se llamaba a los cachorros para que vinieran a comer agitando un trapo, imitando la situación en la que se encontrarían cuando fueran mayores. El entrenamiento podía consistir en recorrer entre 19 y 32 km diarios, con el objetivo de perfeccionar el tono muscular y el de las patas. Para llevar a cabo ejercicios vigorosos se utilizaba una pelota.
Se dice que muchos Whippet comían mejores alimentos que sus amos. Algunos de los mejores perros comían únicamente carne de ternera escocesa que era enviada desde las tierras del norte, ya que la ternera inglesa no se consideraba de suficiente calidad. La dieta se controlaba muy cuidadosamente y a algunos perros se les ponía bozal para evitar que consumieran alimentos no destinados a ellos. Algunos eran mantenidos prácticamente ocultos, excepto cuando les tocaba correr, y eran alimentados y atendidos por una única persona, con lo que se les privaba de lo que hoy día consideramos como el tan esencial compañerismo. En otros aspectos, estos apreciadísimos perros eran tratados con cariño, pero los estándares de los cuidados caninos no eran entonces los que tenemos actualmente.
Un perro ganador siempre era el blanco del cariño y el afecto de su familia, y frecuentemente una familia se sustentaba con el producto de los premios del perro. Muchos perros perdedores no vivieron lo suficiente, puesto que la gente con pocos recursos económicos no podía permitirse su manutención. Por otro lado, un buen perro que fuera demasiado viejo para correr solía vivir el resto de sus días con su familia, al lado de la chimenea.

## Los trucos del oficio
Como en las carreras de Whippet había dinero en juego, era habitual recurrir a ciertos trucos. Frecuentemente, un perro de otro distrito era conocido por su nombre, pero no por su aspecto, así que un buen perro podía ser inscrito con el nombre de un perro de inferior calidad, haciendo que el sistema de asignación de hándicap quedara totalmente desbaratado. El hecho de que los perros permanecieran tapados con una manta hasta el momento mismo del inicio de la carrera facilitaba estas trampas, de modo que con algo de habilidad incluso se podía cambiarle el color y ello podía encubrirse. Incluso se dio el caso de un macho que fue inscrito como si se tratara de una hembra.
A veces se «retenía» a los perros, para así no soltarlos inmediatamente tras el pistoletazo. De hecho, se habían dado casos en los que había sonado el pistoletazo y no se había lanzado a ninguno de los Whippet. Esto era debido a que cada lanzador debía estar apostando por otro perro. No era infrecuente que a un perro se le pisara una pata hasta el punto de llegar a provocarle cojera. Incluso los escolares mostraban un extraordinario interés por este deporte, dado que sus maestros les preguntaban frecuentemente qué perros iban a ser los ganadores.

## El Whippet en los Estados Unidos
El Whippet fue reconocido como raza en los Estados Unidos en 1888, y un perro blanco con manchas marrones y amarillas llamado Jack Dempsey fue inscrito en el libro de orígenes genealógico del American Kennel Club (AKC) ese mismo año en el apartado de «Miscelánea». Una hembra llamada Boston Model fue el primer Whippet que se sabe que ganó en un certamen canino, llevándose el primer premio en una categoría de razas varias en 1893. Ha habido, por supuesto, muchos grandes criaderos en los EE. UU. a lo largo de las décadas. El primero de ellos fue «Bay View», que hizo su aparición pública en el mundo del Whippet en 1903. En 1904 Bay View Pride, nacido en 1902, se convirtió en el primer campeón estadounidense. El único Whippet que ha vencido en la famosa Exposición Canina de Belleza del Westminster Kennel Club fue Ch. Courtenay Fleetfoot of Pennyworth, propiedad del criadero Penny Worth, en 1964. El criadero estadounidense más famoso en la actualidad es Sporting Fields, y sus perros dominan en la mayoría de las exposiciones que se celebran en los EE. UU.
Aunque los Whippet gozan de mayor popularidad en Gran Bretaña que en los EE. UU. en las exposiciones generales, en las monográficas se han alcanzado participaciones espectaculares (de más de 500 en algunas ocasiones). Es interesante ver que la proporción de jueces estadounidenses especializados es pequeña en comparación con los que participan en los certámenes caninos británicos.

## El Whippet en Australia
Es muy probable que, incluso durante el siglo XIX, muchos colonos se llevaran consigo a sus Whippet, y se tiene constancia de la existencia de carreras de Whippet en 1869. De todas formas, no fue hasta el siglo XX cuando se comenzaron a criar específicamente Whippet para las exposiciones caninas de belleza.
Los animales importados de Gran Bretaña tuvieron una gran influencia en Australia, en parte gracias a las leyes de cuarentena británicas, lo que hacía que fuera más fácil importar de Gran Bretaña que de cualquier otro país. Varios Whippet han obtenido galardones muy prestigiosos en Australia, y uno de los primeros grandes triunfos fue la consecución del premio al Mejor de la Exposición de Ch. Calpin Bartic en la exposición canina de belleza Brisbane Royal en 1951.

## El Whippet en Europa
En Escandinavia se expusieron Whippet hacia 1900, y en 1917 la reina Maude de Noruega importó dos Whippet a su país, lo que dio una cierta notoriedad a la raza. Al igual que en otros países, los aficionados escandinavos están muy dedicados a su raza, y el Svenska Whipptklubben (Asociación Sueca del Whippet) fue fundado en 1976.
El mundo del Whippet en la Europa continental es algo diferente, siendo Francia el país en el que es más popular. Se fundó una asociación francesa de esta raza a finales de los años cuarenta y sus certámenes congregan a muchos participantes. De todas formas, y aunque se inscriben muchos ejemplares en el libro de orígenes genealógico en este país, muchos son tenidos como mascotas caseras y no como perros de exposición.
En Alemania, los Whippet se inscribieron por vez primera en 1903, pero en esos primeros tiempos no había una clara distinción entre los Pequeños Lebreles Italianos de gran tamaño y los Whippet. Hasta la llegada de la guerra se importaron varios Whippet británicos a Alemania, pero actualmente la raza no es muy popular en ese país, y su número de inscripciones es similar al de Suiza, a pesar de la disparidad en cuanto a la extensión y la población de ambos países.

## El mundo de las exposiciones británicas en la actualidad
Aunque muchas razas tienen una mayor cantidad de inscripciones en el Kennel Club de Inglaterra, el número de Whippet expuestos en los certámenes suele superar al de muchas otras. Generalmente se inscriben más de 200 Whippet en las exposiciones, a veces este número se acerca a los 250 y en ocasiones lo supera, como en la exposición canina de belleza Crufts de 1999, en la que participaron 335, lo que sumó un total de 374 entradas en ring. Estas elevadas cifras suelen requerir la actuación de dos jueces: uno para los machos y otro para las hembras. No es fácil ganar en estas competiciones tan reñidas. Muchos aficionados a los Whippet disfrutan con la raza, consigan o no grandes triunfos en los certámenes caninos.

## Procedencia
Actualmente se barajan dos posibilidades sobre la ascendencia del Whippet. Una de ellas es una hipótesis que defiende que el Whippet es el resultado de cruzar los galgos ingleses más pequeños reduciendo la alzada de 75 a 50 cm con los Piccolos (pequeño lebrel italiano). La otra hipótesis sostiene que el Whippet procede de cruzar al galgo inglés con Manchester terriers, o con Spaniels.

## Características
Puede poseer un pelaje en distintas coloraciones. Su altura a la cruz es de 47 a 51 cm para los machos y 44 a 47 cm para las hembras, según el estándar de la Federación Cinológica Internacional.

## Sociabilidad

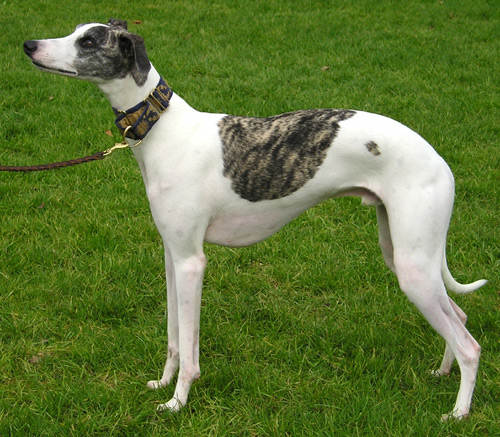
Vista de la raza de perro Whippet

El Whippet es un perro que se adapta muy bien a la vida en la ciudad pero debe hacer ejercicio de una a tres horas al día ya que si no, tiende a sufrir sobrepeso. Al ser un lebrel es una opción perfecta para personas que desean disfrutar de un compañero mientras se ejercitan o simplemente aquellos que buscan en él una mascota de compañía. Con los niños es un buen perro, pues no se torna agresivo siempre y cuando los niños no invadan el lugar del perro y se le de un trato digno.

## Longevidad
Antes de adquirir uno de estos perros debe analizarse si se está dispuesto a cuidarlo durante unos 10-14 años, que es su esperanza de vida media.

## Utilización
En un principio, los Whippets se utilizaban para realizar concursos de caza del conejo. Estos concursos consistían en poner a los conejos en cercados y soltar a los Whippets; el primero que matara a un conejo ganaba. Con los concursos de este tipo los mineros ingleses se divertían apostando pequeñas cantidades de dinero.
Más tarde, al prohibirse estos concursos, el Whippet  empezó a usarse en carreras en las que los canes debían perseguir un pañuelo o trozo de piel a lo largo de una pista recta, que en ocasiones se trataba de un simple callejón. De esta manera se seguían haciendo pequeñas apuestas entre las personas trabajadoras que no podían permitirse apuestas más serias.
Actualmente, estas carreras se han formalizado y ya no se realizan en callejones, sino en pistas reglamentarias, también rectas, en las que los Whippets persiguen un peluche con forma de conejo mecanizado, en vez de un pañuelo. Además, hoy día los Whippets se emplean también para el coursing.

## Mantenimiento
Este perro debe de ser mantenido preferentemente dentro de la casa, ya que no tolera muy bien las bajas temperaturas. Su mantenimiento diario no va más allá de su ración de comida (14 gramos por kilogramo del perro).

## Comparación con el galgo inglés o greyhound
Han sido muchas las comparaciones que se han hecho entre estas dos razas dando pros y contras constantes respecto a ambas. Para empezar, se podría decir que el Whippet aprovecha su complexión más pequeña para poseer una aceleración inigualable, incluso para un galgo inglés. Por el contrario, el galgo inglés alcanza la mayor velocidad punta de todos los perros en carrera: 64 km/h. Por lo tanto, en una distancia muy corta el Whippet podría vencer a su pariente de mayor tamaño y fama.